# Mijnenmagazijn
Het Mijnenmagazijn of Mijnendepot is een voormalige opslag van zeemijnen van de Koninklijke Marine gelegen aan de Buitenhaven in de gemeente Veere. Het bouwwerk dateert uit 1916. Het is als één geheel gegoten uit beton. Op dit moment heeft het gebouw geen bestemming en staat daarom leeg. Het is een rijksmonument.

## Geschiedenis
Rond de Eerste Wereldoorlog waren zeemijnen of verspermijnen in opkomst als een modern wapen. Zeegaten konden ermee afgesloten worden voor de vijand. Dit gold ook voor het nabijgelegen Veerse Gat. Vlak na de Eerste Wereldoorlog schreef het ministerie van Marine een opdracht uit voor het bouwen van een  opslagplaats en onderhoudswerkplaats voor zeemijnen. Als locatie werd het beschutte Kanaal door Walcheren gekozen en niet de zeearm van het Veerse Gat. De opdracht werd aangenomen door aannemer P.J. van de Sande.
Het complex heeft in de Tweede Wereldoorlog geen grote militaire rol van betekenis gespeeld. Op 17 mei 1940 werd het samen met het aan de overkant gelegen marinevliegkamp Veere veroverd door de Duitsers. Zij zouden beide complexen in de oorlog gebruiken als eigen marine-steunpunt.
Na de Tweede Wereldoorlog verloor het gebouw zijn oorspronkelijke functie en werd het een algemene opslaglocatie voor Defensie. In  1997 werd het aanwezen als Rijksmonument. De gemeente Veere kocht het object in 2010 van de staat. Sindsdien wacht het op herbestemming. De aanlegsteiger is eigendom van Rijkswaterstaat. De grond waarop het object staat is eigendom van de Provincie Zeeland.

## Architectuur en bouwtechniek

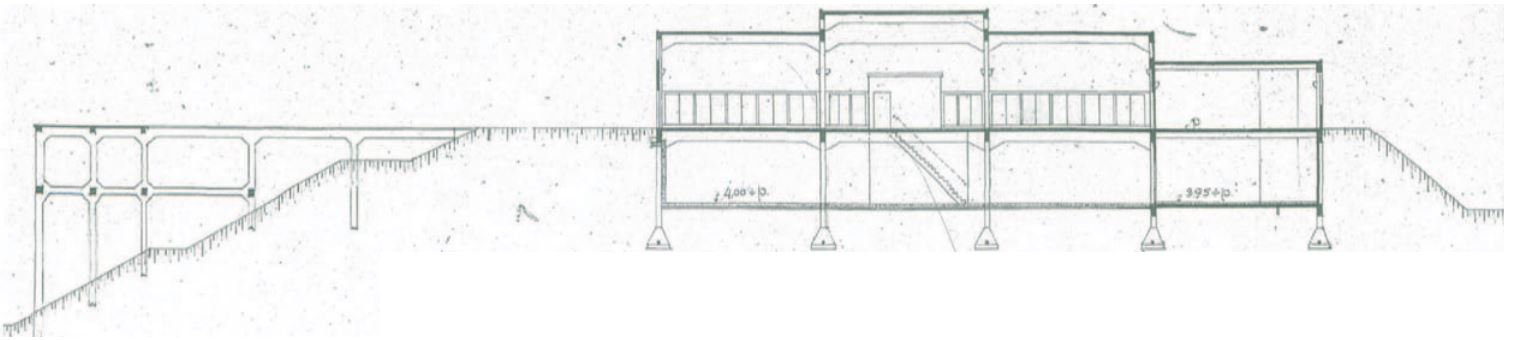
Originele constructietekening

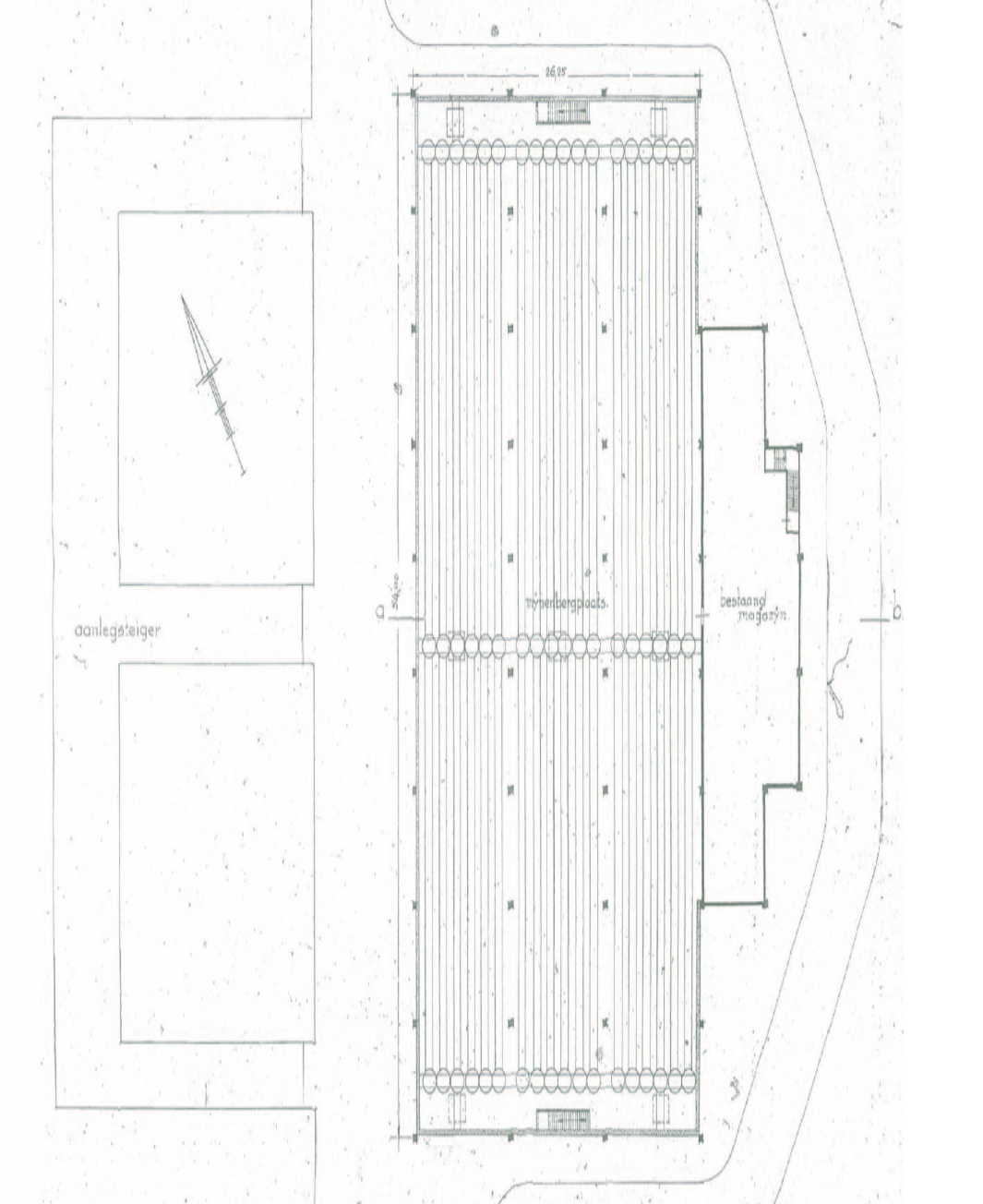
Originele plattegrond

Het complex bestaat uit de betonnen hoofdbouw (het eigenlijke mijnenmagazijn), een kantinegebouw voor het personeel een E-vormige aanlegsteiger en twee bunkers.
Het is van architectuurhistorisch belang omdat het een vroeg voorbeeld is van construeren in beton. Verder is de massieve, functionele vorm bijzonder en is de oorspronkelijke bestemming vrij zeldzaam.
De hoofdgebouw is geheel uit z.g.n. monoliet gestort beton opgetrokken. Dat betekent dat het als één geheel is gegoten en niet uit losse of geprefabriceerde delen is gemaakt. Het bestaat uit een grote, rechthoekige, driebeukige hal met een verhoogde middenbeuk die voorzien is van een lichtstraat. Aan de achterzijde (landzijde) bevindt zich onder meer een werkplaats. De vloeroppervlakte bedraagt 1620 m2 per verdieping.
De vloeren zijn volledig voorzien van een houten parket. Dit voorkwam het ontstaan van vonken bij het verplaatsen van de zware stalen zeemijnen. Dit zou explosiegevaar kunnen veroorzaken.
Een in de buurt gelegen bouwkundig en architectonisch verwant complex is de Timmerfabriek van Koninklijke Maatschappij De Schelde in Vlissingen.

## Bouwkundige staat
De bouwkundige staat van de buitenkant is slecht. Het object vertoont veel betonrot en is aan onderhoud toe.

## Toekomst
Er wordt gedacht over herbestemming van het complex.
In 2010 heeft de Stichting Boei een onderzoek gedaan naar de herbestemming. Dit heeft echter geen concreet plan opgeleverd. In 2015 is de stichting opnieuw een onderzoek gestart. Dit heeft echter nog geen resultaat opgeleverd, en de gemeente denkt momenteel na over verkoop.